# جمعية أوهايو العامة
جمعية أوهايو العامة (بالإنجليزية: Ohio General Assembly)‏ هي الهيئة التشريعية لأوهايو، تتكون من المجلس الأعلى مجلس شيوخ أوهايو
الذي يضم 33 مقعداً، والمجلس الأدنى مجلس نواب أوهايو .